# Ithomiola rubrolineata
Ithomiola rubrolineata är en fjärilsart som beskrevs av Percy I. Lathy 1904. Ithomiola rubrolineata ingår i släktet Ithomiola och familjen Riodinidae. Inga underarter finns listade i Catalogue of Life.